# Таукаттепа
Таукаттепа (узб. Taukattepa) — археологический памятник I—XVI вв. Городище, представляющее собой неукреплённое поселение с цитаделью. Является одним из наиболее значительных археологических памятников Ташкента, относящихся к типу городищ с центральным возвышенным ядром-цитаделью, наряду с Шаштепой, Кугаиттепой, Мингурюком и другими. 

## Расположение
Находится в восточной части Ташкента, в местности Тузель, в месте слияния каналов Таукаттепа и Карасу.

## Характеристика
Представляет наряду с Бузгантепой одинаковый тип неукреплённого поселения с мощной цитаделью. В настоящее время на месте городища находится холм высотой около 6,5 метров и обширная территория немного приподнятая над прилегающей местностью, одна часть которой находится под пашней, а другая часть занята кладбищем.
Толщина культурных слоёв, которых было выявлено пять, достигает 12,5 метров. Основное ядро составляет монументальный архитектурный комплекс начинающийся непосредственно с материковой поверхности. Самый ранний строительный период представлен мощной стеной из сырцового кирпича, достигающую высоты 4,1 метра и возведённой на плотном грунте с включениями гальки. К стене был пристроен монолит из пахсы толщиной 1,5 метра. Выявлены также интенсивные ремонтные работы с применением сырцового кирпича. Во втором культурном слое обнаружен фрагмент пахсовой стены толщиной 1,8 метра идущей с запада на восток. Третий культурный слой включает в себя остатки двух стен помещения из пахсы, вперемешку с сырцовым кирпичом. Четвёртый и пятый культурные слои относятся соответственно к XII и XIV—XV вв. Основные находки, относящиеся к нижним слоям: разнообразные керамические изделия, хумы, кувшины, миски ручной выделки, аналогичные предметам из Шаштепы, Кугаиттепы и Мингурюка, относящиеся к периоду Каунчи II. Керамика третьего слоя в основном представлена сосудами станковой работы.
На основании раскопок, можно сделать выводы, что поселение сложилось вокруг певоначально возведённой цитадели, сложного строительного комплекса, возведённого на единой платформе из сырцового кирпича и пахсы. Размеры цитадели 60 на 30 метров и высота около 9 метров. Поселение входило в густонаселённую округу мадины Чача. Было разрушено во время арабского нашествия в первой трети VIII века. В XI веке руины цитадели были обжиты заново, после восстановления поселение просуществовало вплоть до XV века.

## История открытия и изучения
Памятник был отмечен в 1929 году А. А. Потаповым. Обследован в 1949 году И. Баишевым и М. Е. Массоном, был собран материал XI—XII и XV вв. Городище было классифицировано как средневековый замок, имевший укреплённый двор и центральный жилой массив. В 1957 году изучался Ю. Ф. Буряковым и В. Белоусовым, был обнаружен материал IV—VIII вв. В 1970 году Д. Г. Зильпером производились раскопки, в результате которых были обнаружены слои от позднего Каунчи-II до VIII века и небольшие находки относящиеся к XV—XVI вв. В 1978 году Ташкентская археологическая экспедиция (Ш. Пидаев, О. Папахристу) заложила шурф-раскоп, выявивший культурные слои, датированные I—XV вв.